# 125
125 (CXXV) var ett normalår som började en söndag i den julianska kalendern.

## Händelser

### Okänt datum
- Pantheon i Rom står färdigt.
- Hadrianus etablerar Panhellenion.
- Hadrianus ger kejserlig mark till småbönder.
- Satirerna av Juvenalis påstår att bröd och skådespel (panem et circenses) håller det romerska folket nöjt.
- Sedan Sixtus I har avlidit väljs Telesphorus till påve (detta år, 126 eller 128).
- Detta är det sista året i den östkinesiska Handynastins Yanguang-era.
- Den kinesiske kejsaren Han Andi efterträds av Lui Yi, som i sin tur efterträds av Han Shundi.
- Gautamiputra Satakarni, en kung av Andhradynastin, krossar kungariket Maharashtra nära Bombay. Därmed kontrollerar han centrala Indien från kust till kust.

## Födda
- Lucius Ferenius, krukmakare i Heerlen

## Avlidna
- Sixtus I, påve sedan 115, 116, 117 eller 119 (död detta år, 126 eller 128)
- Han Andi, kinesisk kejsare av Handynastin
- Lui Yi kinesisk kejsare av Handynastin (mördad)